# بیله توشد
شهر بیله توشد (به رومانیایی: Băile Tuşnad) در شهرستان هرگیتا در کشور رومانی واقع شده‌است. جمعیت این شهر ۱٬۸۰۲ نفر  است.

## نگارخانه

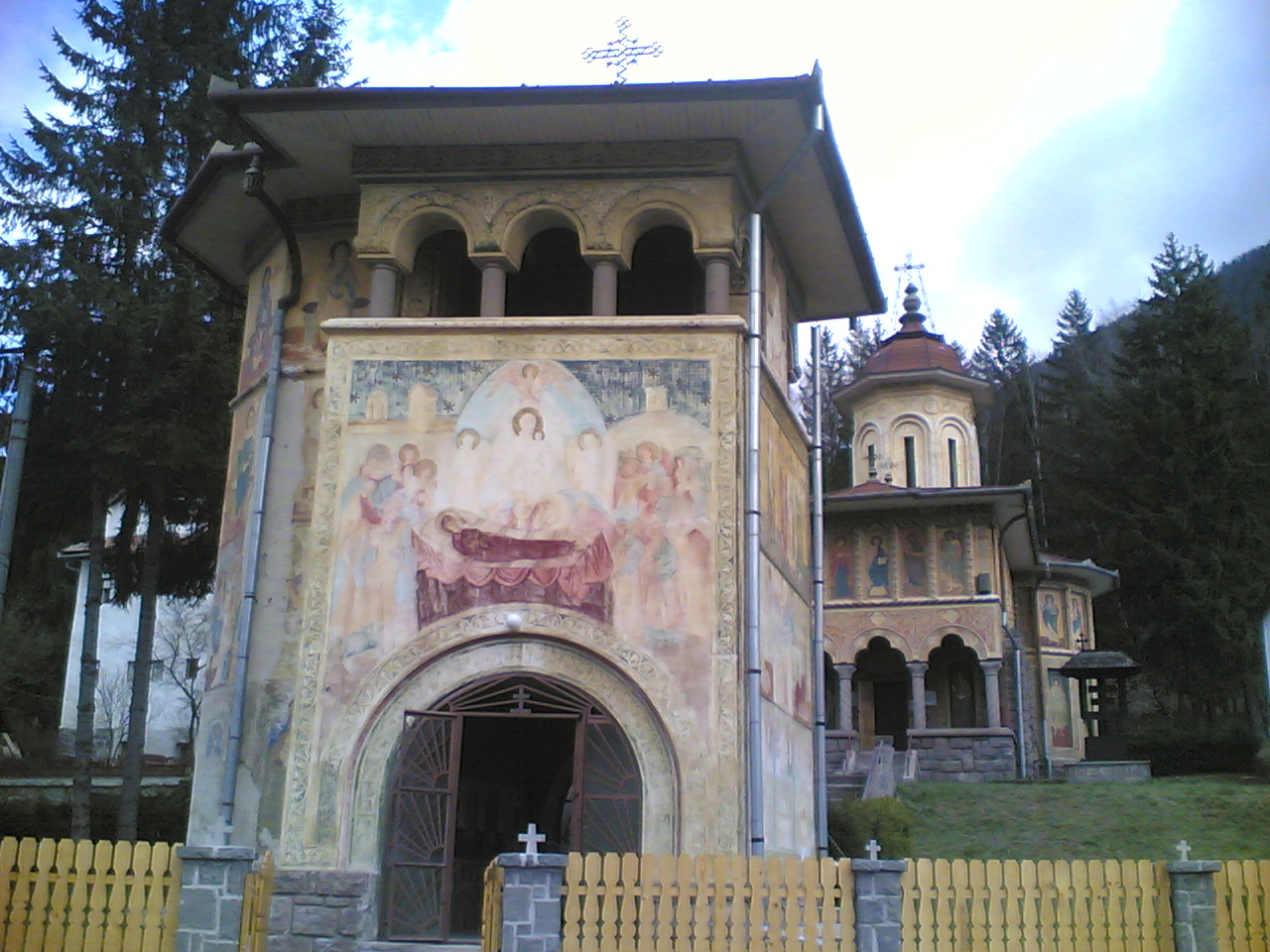
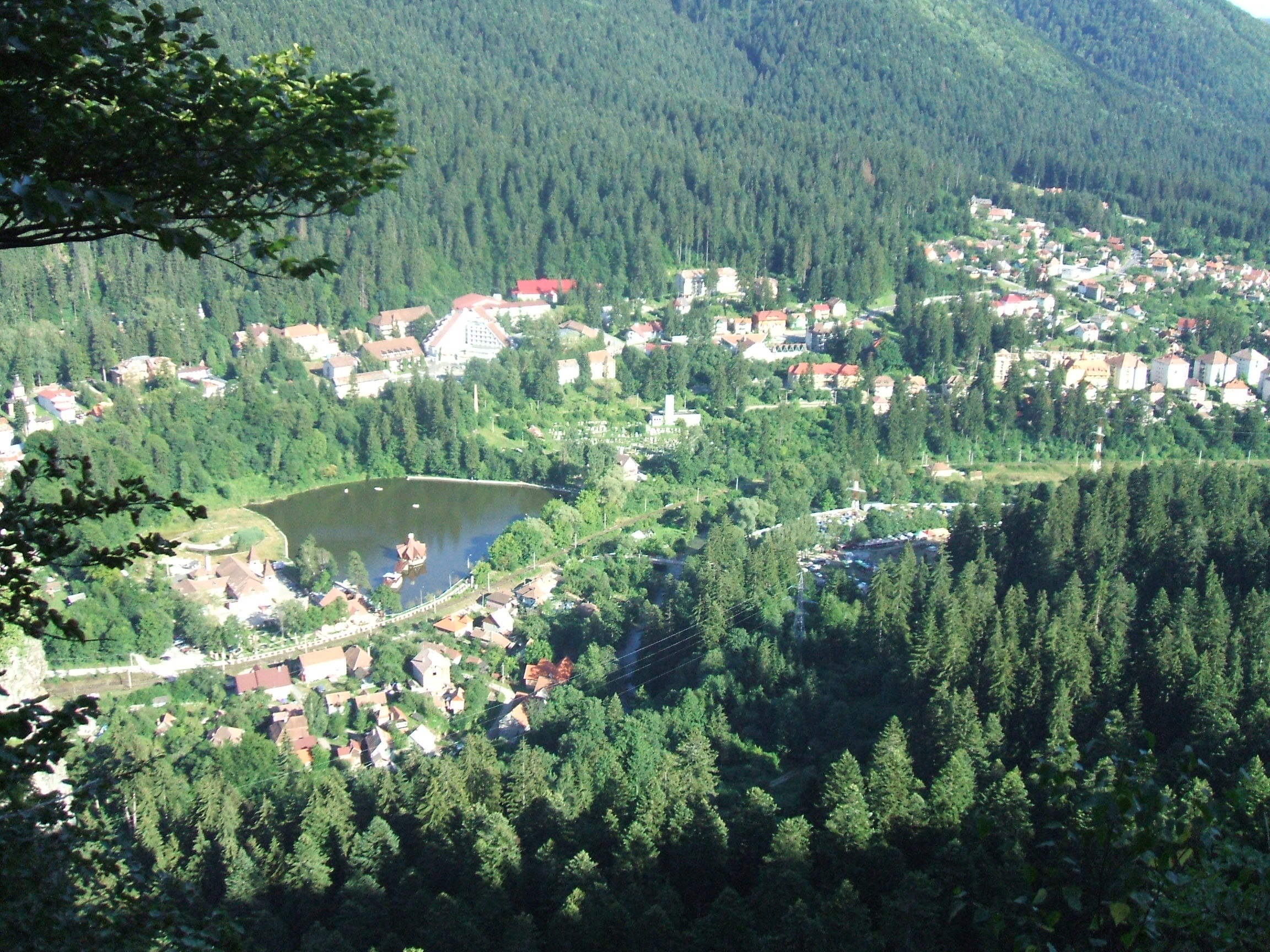
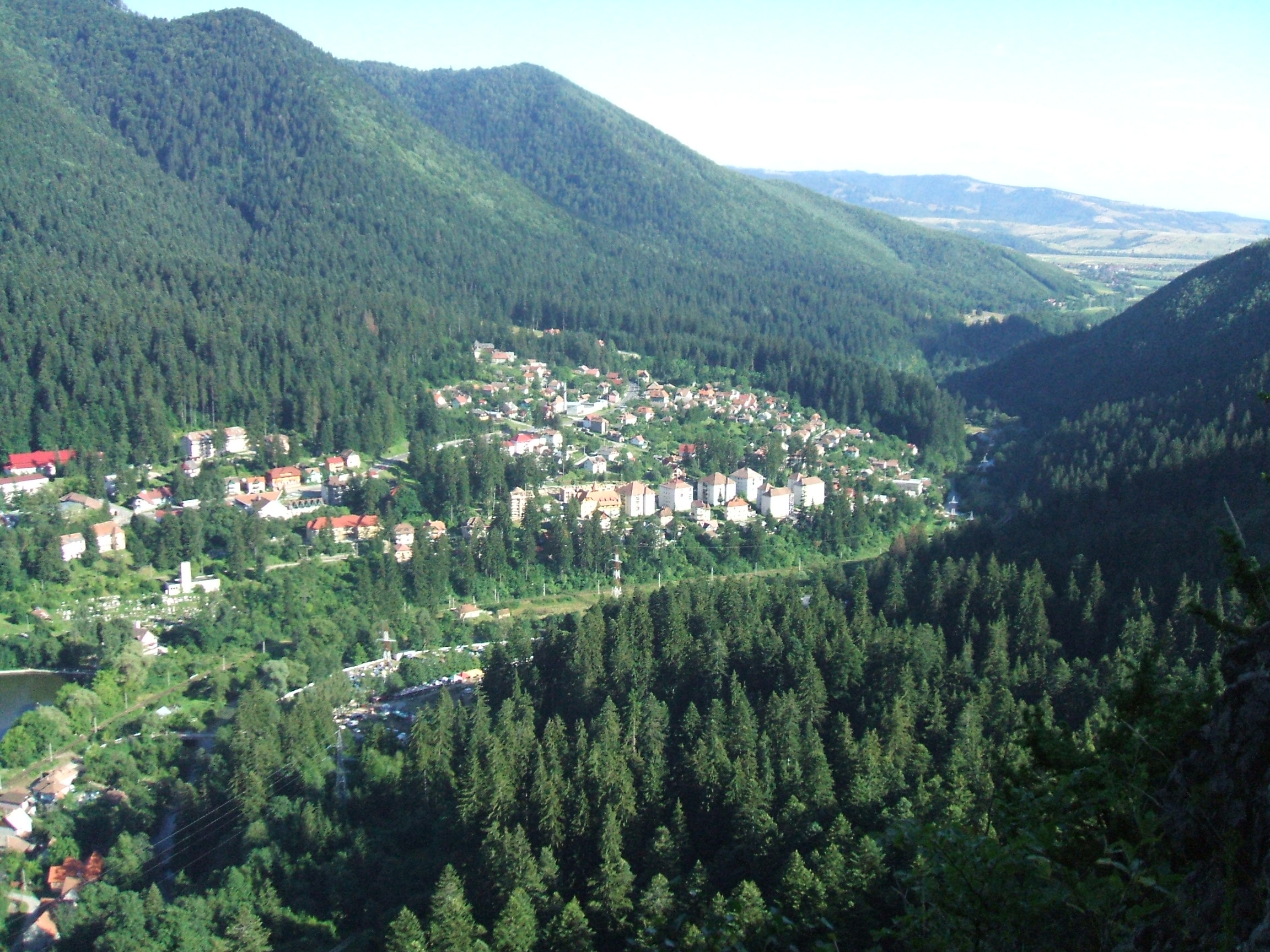